# Malene Østergaard
Malene Østergaard er en dansk danser og koreograf.
Hun har vundet VM i latin showdance samt to US Open.

## Vild med dans
Hun debuterede i 2012 i sæson 9 af Vild med dans, hvor hun dansede med håndboldspilleren Lars Rasmussen.
I sæson 10 i 2013 dansede hun med skuespilleren Thomas Ernst.
Malene Østergaard deltog i sæson 17 af Vild med dans i 2020. Hun dansede med den håndboldspiller Lars Krogh Jeppesen. Danseparret røg ud af konkurrencen, som det første par.
I 2022 deltog hun i sæson 19 af Vild med dans, hvor hun dansede med skuespilleren Caspar Phillipson. Parret endte med at vinde sæsonen.
I sæson 21 deltog hun igen, denne gang med skuespiller Morten Hemmingsen. Parret endte på en andenplads.